# Barnsley F.C.
Barnsley Football Club nogometni je klub iz Barnsleyja, South Yorkshire, Engleska. Trenutačno se natječe u Championshipu, drugom rangu engleskog nogometa.

## Povijest
Klub je osnovan 1887. godine kao Barnsley St. Peter's. Tri godine postaje član Sheffield te District Leaguea. Pet godina kasnije prelazi u Midland League. Godine 1897. usvaja sadašnji naziv. Naredne sezone osvaja drugo mjesto u Midland Leagueu. Iste sezone natjecao se u Yorkshire Leagueu. Godine 1898. postaje član The Football Leaguea. Godine 1912. osvaja FA kup.

## Uspjesi
- FA kup
  -  (1): 1912.
- Third Division North
  -  (3): 1934., 1939., 1955.
- Football League Trophy
  -  (1): 2016.

## Vanjske poveznice
- Službena web-stranica
- Barnsley F.C. on BBC Sport: Club news – Recent results and fixtures
- Barnsley at ScoreShelf
- Barnsley FC at the Barnsley Chronicle
- Barnsley FC Supporters Trust
- BBC South Yorkshire's Barnsley FC Page
- Barnsley Statistics at Football365
- Independent Barnsley FC News – barnsleyfc.com
- Barnsley FC News at NewsNow